# Ramblers
Ramblers är en engelskspråkig benämning på småblommiga, starkväxande klätterrosor. Motsvarande begrepp saknas i svenskan. Rosor av typen ramblers finns framför allt i ros-grupperna filipesrosor (Rosa Filipes-Gruppen), helenaerosor (Rosa Helenae-Gruppen), multiflorarosor (Rosa Multiflora-Gruppen) och wichuranarosor (Rosa Wichurana-Gruppen). Dock klassas många rena arter som ramblers i engelskspråkig litteratur.